# Katie Naughton
Kathleen Naughton (* 15. Februar 1994) ist eine US-amerikanische Fußballspielerin.

## Karriere

### Vereine
Während ihres Studiums an der University of Notre Dame spielte Naughton von 2012 bis 2015 für die dortige Universitätsmannschaft der Notre Dame Fighting Irish. Im Jahr 2015 lief sie für die Reservemannschaft der Chicago Red Stars in der WPSL auf, mit der sie am Saisonende das Meisterschaftsfinale gegen den SoCal FC gewann. Zu Beginn der Saison 2016 rückte Naughton in den Kader der Red Stars in der National Women’s Soccer League auf und debütierte dort am 23. April 2016 bei einem 1:0-Sieg gegen das Franchise der Western New York Flash.

### Nationalmannschaft
Naughton durchlief mehrere Nachwuchsnationalmannschaften des US-amerikanischen Fußballverbands. Mit der U-20-Nationalmannschaft nahm sie unter anderem an der U-20-Weltmeisterschaft 2014 in Kanada teil, wo die Vereinigten Staaten im Viertelfinale nach Elfmeterschießen gegen die Auswahl aus Nordkorea ausschieden. Naughton stand hierbei bei allen vier Spielen der US-Auswahl auf dem Platz. Im März 2016 kam sie zu ihren ersten beiden Einsätzen in der US-amerikanischen U-23-Nationalmannschaft.

## Erfolge
- 2015: Gewinn der WPSL-Meisterschaft (Chicago Red Stars Reserves)